# 首長竜
首長竜（くびながりゅう、英:Plesiosauria）は、中生代三畳紀後期に現れ、ジュラ紀、白亜紀を通じて栄えた水生爬虫類の一群の総称。首長竜類にはその名の通り首が長く頭が小さいプレシオサウルス類と、首が短く頭の大きいプリオサウルス類の2つのグループがいた。多くは魚食性だったと思われる。非常に長い時間をかけて繁栄し続けたが、他の大型水生爬虫類同様、白亜紀末の大量絶滅を乗り切れずに絶滅した。

## 形態
一部の種、例えばエラスモサウルスの仲間では首（頸）が体より長い。その他の種でも胴や尾を含めた長さと同じくらいのものが多かった。四肢は完全に鰭状に変化しており、尾は短く、水生生活に適応していた。軟体部が保存された化石から、尾鰭の証拠が見つかっている種もいる。当時の水中の生態系での頂点に君臨していたと考えられる。ほかの首の長い生き物としてはマメンキサウルスやタニストロフェウスなどがいるが、マメンキサウルスの頸椎19個、タニストロフェウスの頸椎9個に対し、エラスモサウルス科の仲間の頸椎は、最も少ないもので44個、最大で79個と生物史上最多の頸椎を持っていた。一方、首の短いプリオサウルス類のシモレステスなどは頭蓋の長さが3メートル以上もあるが頸椎は13個しかない。なお現生の首の長い生き物であるキリンの頸椎は他の哺乳類と同じく7個である。

## 名称の語源
「クビナガリュウ（首長竜）」という日本語の名称は、フタバスズキリュウの発見に伴って長谷川善和が作った造語であり、それも意訳である。学名のPlesiosauriaには「トカゲに似た物」という意味があるが、直訳しても意味が通じにくかったことから、この日本語訳の名称がつけられた。過去には、「長頸竜」「蛇頸竜」などとも呼ばれていたが統一されてすらいなかった上、非学術の範疇では恐竜との区別さえ曖昧であったがために、新たに名称を作る必要があった。この意訳によって、プリオサウルス類（Pliosaurus、プレシオサウルスよりもトカゲに似た物という意味）は「首が短い首長竜」と呼ばれるようになった。

## 生態

### 出産
「首長竜は陸に上がって産卵したか」「そもそも首長竜は陸に上がることができたか」という疑問について賛否が分かれている。肺呼吸をする海棲爬虫類が卵を産む場合には、ウミガメやエラブウミヘビ属のウミヘビのように陸に上がらなければならず、そうでなければ海面で幼体を産む必要がある。首長竜の骨格構造では陸に上がることは不可能とする見解があるが、反論として陸に上がることは可能だったとする説もある。
魚竜の場合、胎児を持つ化石や出産中に死亡した化石が発見されており、最初から予想されていた胎生であることは既に証明されているが、首長竜の場合は卵の化石はもとより、魚竜のように胎児を持つ化石や出産中の化石も長らく未発見であり、結論が出せない状況にあった。しかし、アメリカの研究チームが1987年に発掘された首長竜の一種であるポリコティルスの化石を分析したところ、体内に1匹の子供の骨格が残っていることが2011年に判明した。これにより、首長竜は胎生であり、陸に上がって産卵する卵生ではなかったことが証明されたと研究チームは結論付けている。ちなみに子供の体長は約1.5メートルで、親の体長（約4.7メートル）と比べて非常に大きく、しかも子供はまだ成長過程にあったと見られ、最終的に子供は親の体長の4割を超える（約2メートル）まで成長してから出産された可能性があると見られている。このように、首長竜は大型の子供を1度に1匹だけ産むタイプの生物であったと見られることから、首長竜は同じタイプのクジラと同じように群れを作って手厚い子育てをしていた可能性もあると研究チームは語っている。

### 食性
首の長いプレシオサウルス類の歯は扁平な円錐状で、華奢で、強くものを噛む形状ではなく、歯の先端の磨耗もわずかしかない。硬いものを食すのに適していないため、イカやタコなどの軟体動物を主に食べていたと考えられる。一方で首の短いプリオサウルス類の歯は、先端が鋭く根元が太い。強力な顎で、サメや大型のイカなどを餌にしていた。また、首長竜類や魚竜類を食べていた可能性もあるとされている。一部のプレシオサウルス類（モルトゥルネリアなど）は、泥から小さな動物を濾しとって食べる濾過食性であったと推測されている。

## 分類
爬虫綱双弓亜目鰭竜類に含まれる。恐竜も双弓類に含まれるが、首長竜と恐竜はペルム紀に分岐した別のグループで、「海の恐竜」などと呼ばれることがあったが、恐竜ではない（恐竜は主竜類に属している）。また、ブラキオサウルスなどの竜脚下目の恐竜を、首が長いことから首長竜と呼ぶのも、誤った呼称である。首長竜を含む鰭竜類は鱗竜形類に属しており、現生爬虫類のトカゲやヘビに比較的近縁とされている。直接の祖先は初期の偽竜類（ノトサウルス類）から分岐したと思われる。
首長竜は一般的に二大系統に分類される。このうち、プリオサウルス類（亜目）は首が短く頭部が巨大な種が多い。ジュラ紀、白亜紀にわたって繁栄していたが、白亜紀後期の後半においては魚竜などの一部の海棲爬虫類と共に姿を消していた（現在のニューギニア北方沖にあるオントンジャワ海台をはじめとする巨大海底火山活動による海洋無酸素事変が主因の海洋環境の悪化が原因ともされる）。もう一方のプレシオサウルス類（亜目）は首が長く頭部が小さめの種が多く、彼等はジュラ紀から白亜紀の終末に至るまで長く繁栄していた。
- 有羊膜類 Amniota
  - 竜弓類 Sauropsida
    - 爬虫綱 Reptilia
      - 双弓亜綱 Diapsida
        - 鱗竜形類 Lepidosauromorpha
          - 鰭竜類 Sauropterygia
            - 首長竜目 Plesiosauria ★
            - 偽竜類 Nothosauria
            - 板歯目 Placodontia

          - 鱗竜類 Lepidosauria
            - 有鱗類 Squamata （トカゲ、ヘビ）

        - 主竜形下綱 Archosauromorpha
          - 主竜類 Archosaurs
            - 恐竜上目 Dinosauria

### 下位分類
- プリオサウルス亜目 Pliosauroidea
  - プリオサウルス科 Pliosauridae
    - プリオサウルス Pliosaurus
    - クロノサウルス Kronosaurus クロノサウルス

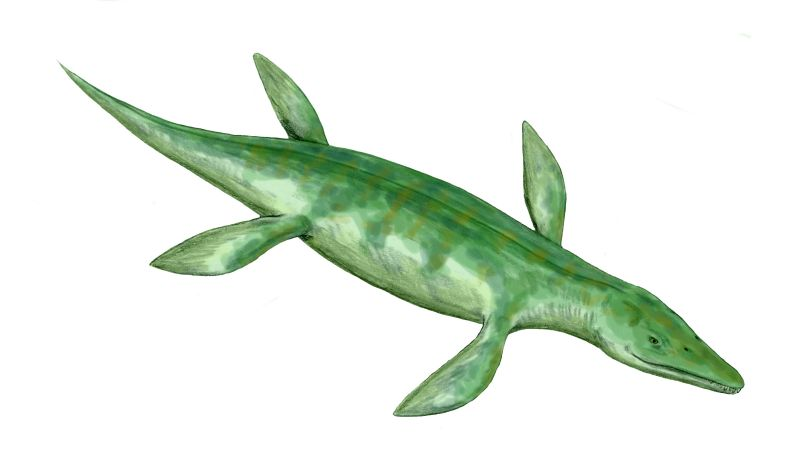
クロノサウルス

    - リオプレウロドン Liopleurodon
    - シモレステス Simolestes
    - シノプリオサウルス ？Sinopliosaurus
    - ペロネウステス Peloneustes
    - ストレトサウルス stretosaurus

  - ロマレオサウルス科 Rhomaleosauridae
    - ロマレオサウルス Rhomaleosaurus
- プレシオサウルス亜目 Plesiosauroidea
  - プレシオサウルス科 Plesiosauridae
    - プレシオサウルス Plesiosaurus

  - エラスモサウルス科 Elasmosauridae
    - エラスモサウルス Elasmosaurus
    - フタバサウルス Futabasaurus
- クリプトクリドゥス上科 Cryptocleidoidea
  - クリプトクリドゥス科 Cryptoclididae
    - クリプトクリドゥス Cryptoclidus
    - ムラエノサウルス Muraenosaurus

  - ポリコチルス科 Polycotylidae
    - ポリコチルス Polycotylus